# Ptasi śpiew
Ptasi śpiew – wydawanie głosu w okresie godowym przez niektóre spośród ptaków, należących do podrzędu śpiewających (Oscines).
Poszczególne gatunki ptaków, w wyniku ewolucji, wykształciły w swoim zachowaniu odruch odzywania się wczesnym rankiem o charakterystycznych dla każdego z nich porach, zależnych od pory doby. Niektóre z gatunków zaczynają jeszcze przed brzaskiem, inne, dopiero po wschodzie Słońca, ale pory te ściśle – z dokładnością do kilkunastu minut – zależą od pory brzasku.
W tabeli poniżej przedstawione są godziny, w których odzywają się poszczególne gatunki typowe dla Polski przy założeniu, że brzask następuje o godz. 4:00 (tak jak w Polsce w połowie maja według czasu letniego).
| gatunek ptaka      | godzina rozpoczęcia śpiewu | czas w stosunku do brzasku | miejsce                         |
| drozd śpiewak      | 3:00                       | -60'                       | szczyty drzew                   |
| rudzik             | 3:10                       | -50'                       | podszycie leśne                 |
| kos zwyczajny      | 3:15                       | -45'                       | gł. szczyty drzew               |
| świergotek drzewny | 3:20                       | -40'                       | szczyty drzew oraz podczas lotu |
| kukułka            | 3:30                       | -30'                       | korony drzew                    |
| sikora bogatka     | 3:40                       | -20'                       | niższe piętra lasu              |
| pierwiosnek        | 3:50                       | -10'                       | niższe piętra lasu              |
| zięba              | 4:00                       | 0                          | niższe piętra lasu              |
| wilga              | 4:20                       | +20'                       | korony drzew                    |
| szpak              | 4:40                       | +40'                       | różnie                          |